# Hapsifera meliceris
Hapsifera meliceris är en fjärilsart som beskrevs av Edward Meyrick 1908. Hapsifera meliceris ingår i släktet Hapsifera och familjen äkta malar. Inga underarter finns listade i Catalogue of Life.